# Gliossilato ossidasi
La gliossilato ossidasi è un enzima appartenente alla classe delle ossidoreduttasi, che catalizza la seguente reazione:
gliossilato + H2O + O2 ⇄ ossalato + H2O2